# 龙凤镇 (叙永县)
龙凤镇，原为龙凤乡，是中华人民共和国四川省泸州市叙永县下辖的一个乡镇级行政单位。2020年6月9日，撤销兴隆镇，将其所属行政区域划归龙凤镇管辖。

## 行政区划
龙凤镇下辖以下地区：
龙凤社区、四坪村、谊合村、新松村、凤池村、凤林村、文村、五桂元村、后安村、宝合村、头塘村和双桥村。